# Ууе-Антсла
Ууе-Антсла (ест. Uue-Antsla), місцева вимова Вахтси-Антсла (ест. Vahtsõ-Antsla) — село в Естонії, входить до складу волості Урвасте, повіту Вирумаа.